# Notomicrus chailliei
Espèce
Notomicrus chailliei est une espèce de coléoptères de la famille des Noteridae.

## Systématique
L'espèce Notomicrus chailliei a été décrite en 2015 par l'entomologiste et biologiste marin français Michaël Manuel (d).

## Description
Comme tous les membres du genre Notomicrus, sa taille est inférieure à 1,6 mm. Il présente une tête et un prothorax roux ainsi que des élytres roux marron.

## Habitat
Il est endémique de Guadeloupe et exclusivement rencontré aux abords de Grand Étang.

## Publication originale
- (en) Michaël Manuel, « The genus Notomicrus in Guadeloupe, with description of three new species (Coleoptera: Noteridae) », Zootaxa, Magnolia Press (d), vol. 4018, no 4,‎ 17 septembre 2015, p. 506–534 (ISSN 1175-5334 et 1175-5326, OCLC 49030618, PMID 26624053, DOI 10.11646/ZOOTAXA.4018.4.2).